# José Cunha
José Cunha foi um locutor esportivo brasileiro, nascido em 16 de setembro de 1940. Trabalhou durante vários anos na Rádio Itatiaia em Belo Horizonte, na Rádio Globo no Rio de Janeiro, e na Rádio Capital em São Paulo, sendo o narrador de diversos campeonatos de futebol, incluindo a Copa do Mundo FIFA de 1970.

## Carreira
José Cunha nasceu em Ponte Nova, do estado de Minas Gerais. Iniciou sua carreira em sua cidade natal, logo sendo reconhecido por seu talento e passando a trabalhar em Belo Horizonte na sessão esportiva da Rádio Itatiaia. Foi locutor oficial da Rádio Itatiaia na Copa do Mundo FIFA de 1970, na qual a Seleção Brasileira alcançaria seu tricampeonato. Após sua carreira Rádio Itatiaia, trabalhou na Rádio Globo, no Rio de Janeiro, e logo depois na Rádio Capital, em São Paulo. É famoso pela criação de vários jargões esportivos, principalmente ao gritar "tá lá" invés do gol. Foi um dos indicados ao troféu Imprensa de melhor locutor esportivo em 1972, onde Geraldo José de Almeida saiu vencedor.[carece de fontes?] Também teve passagem na televisão, sendo inclusive o primeiro narrador esportivo do SBT, quando a emissora nasceu, em 1981. Além disso, apresentou o programa O Povo na TV, pela RecordTV. No Rio de Janeiro, também passou pelas rádios Tamoio, Bandeirantes (antiga Guanabara) e Carioca.

## Morte
Morreu no dia 26 de agosto de 2023, aos 82 anos, devido à complicações pulmonares e cardíacas.